# المنقل (رصد)

تعديل مصدري - تعديل

المنقل هي إحدى قرى عزلة القارة بمديرية رصد التابعة لمحافظة أبين، بلغ تعداد سكانها 46 نسمة حسب تعداد اليمن لعام 2004.